# من او را خوب می‌شناختم
من او را خوب می‌شناختم (ایتالیایی: Io la conoscevo bene) یک فیلم به کارگردانی آنتونیو پیترانجلی است که در سال ۱۹۶۵ منتشر شد.

## داستان
«آدریانا» زنی جوان است که از حومه ایتالیا به رم نقل مکان می‌کند تا وارد دنیای افراد مشهور و ثروتمند شود.

## بازیگران
- استفانیا ساندرلی
- نینو مانفردی
- اوگو تونیاتسی
- فرانکو نرو
- فرانکو فابریتسی
- انریکو ماریا سالرنو
- توری فرو
- ژان-کلود بریالی
- ماریو آدورف
- رابرت هوفمان
- کارین دور
- لورتا گوجی
- کلاودیو کاماسو
- فرانکو براکاردی
- ساندرو دُری
- راد دینا
- ورونیک وندل
- فرانکا پولزلو
- گابریلا لپوری